# Asura likiangensis
Asura likiangensis är en fjärilsart som beskrevs av Daniel 1952. Asura likiangensis ingår i släktet Asura och familjen björnspinnare. Inga underarter finns listade i Catalogue of Life.